# 나카무라 가이토 (축구 선수)
나카무라 가이토(일본어: 中村 海渡, 2001년 3월 1일~)는 일본의 축구 선수이다.

## 구단 경력
그는 2019년부터 2021년까지 SC Espinho와 SC 브라가에서 뛰었다. 2022년 J3리그의 YSCC 요코하마로 이적했다.